# Maroussi (metropolitana di Atene)
Maroussi o Marousi (in greco: Σταθμός Αμαρουσίου) è una stazione della linea 1 della metropolitana di Atene.

## Storia
La stazione venne attivata il 1º settembre 1957, su un tratto di linea attivato il 10 agosto precedente.